# Salisano
Salisano é uma comuna italiana da região do Lácio, província de Rieti, com cerca de 550 habitantes. Estende-se por uma área de 17 km², tendo uma densidade populacional de 32 hab/km². Faz fronteira com Castelnuovo di Farfa, Mompeo, Monte San Giovanni in Sabina, Montopoli di Sabina, Poggio Catino, Poggio Mirteto, Roccantica.

## Demografia
| Variação demográfica do município entre 1861 e 2011                               |
|                                                                                   |
| Fonte: Istituto Nazionale di Statistica (ISTAT) - Elaboração gráfica da Wikipedia |